# Palo Alto (Buch)
Palo Alto ist eine Sammlung von Kurzgeschichten des US-amerikanischen Schauspielers und Autors James Franco. Der Band wurde 2010 veröffentlicht.
Die Geschichten beleuchten die Leben von Teenagern. Franco nannte das Buch nach seiner Heimatstadt Palo Alto und widmete es Autoren, mit denen er am Brooklyn College zusammenarbeitete. Franco ließ sich von eigenen Erinnerungen aus seiner Jugend inspirieren, aber auch von Erinnerungen und Erlebnissen, die er von Schülern der Palo Alto Highschool mitgeteilt bekam. Jede Geschichte wird von einem jungen Erzähler geschildert.
In der Verfilmung des Buches spielten neben James Franco auch Emma Roberts, Jack Kilmer, Nat Wolff, Chris Messina, Keegan Allen, Talia Shire, Don Novello und Val Kilmer mit. Das Drehbuch stammte von Gia Coppola, die auch die Regie übernahm.

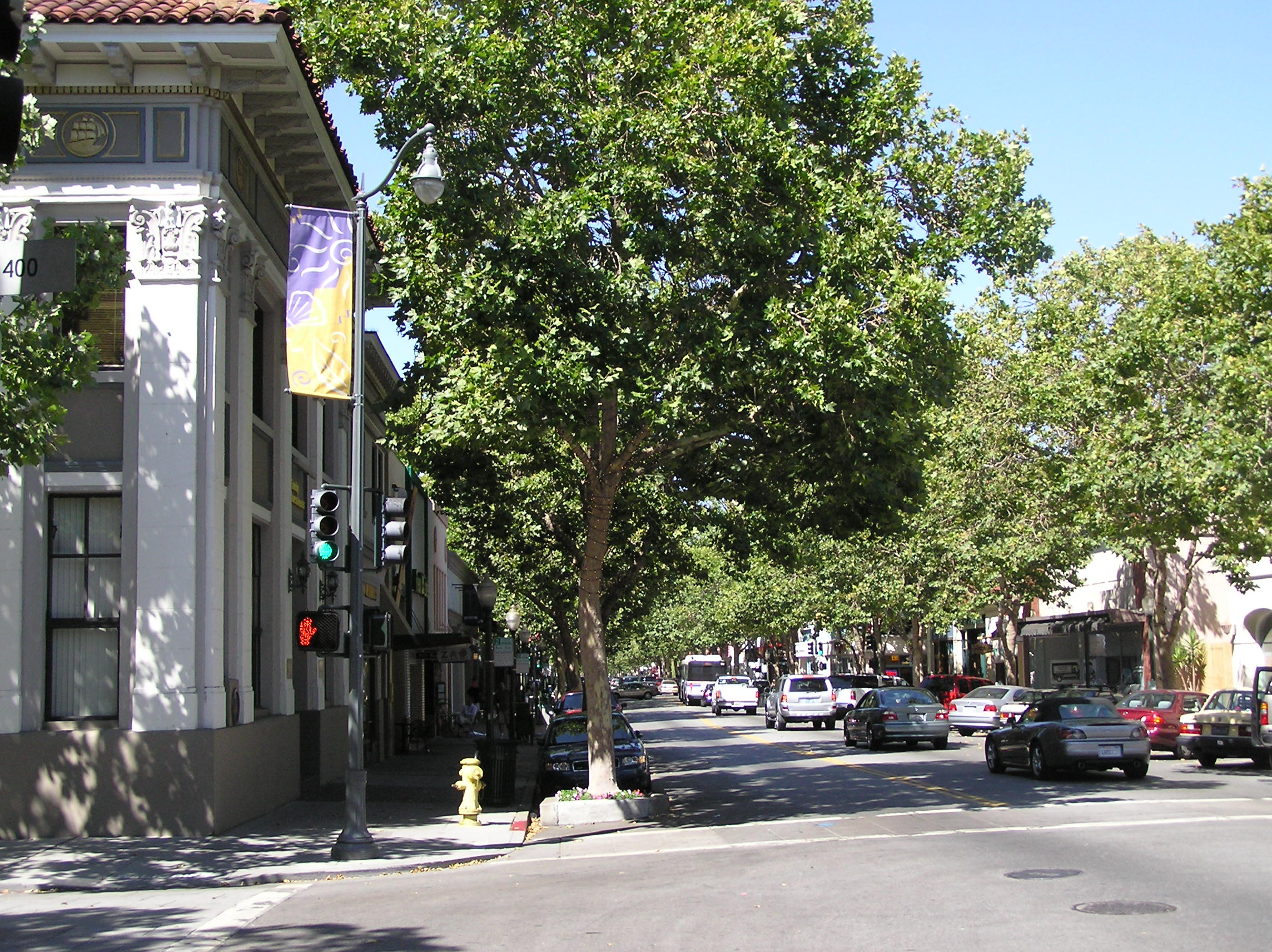
University Avenue, Palo Alto. Einer der Schauplätze in den Geschichten

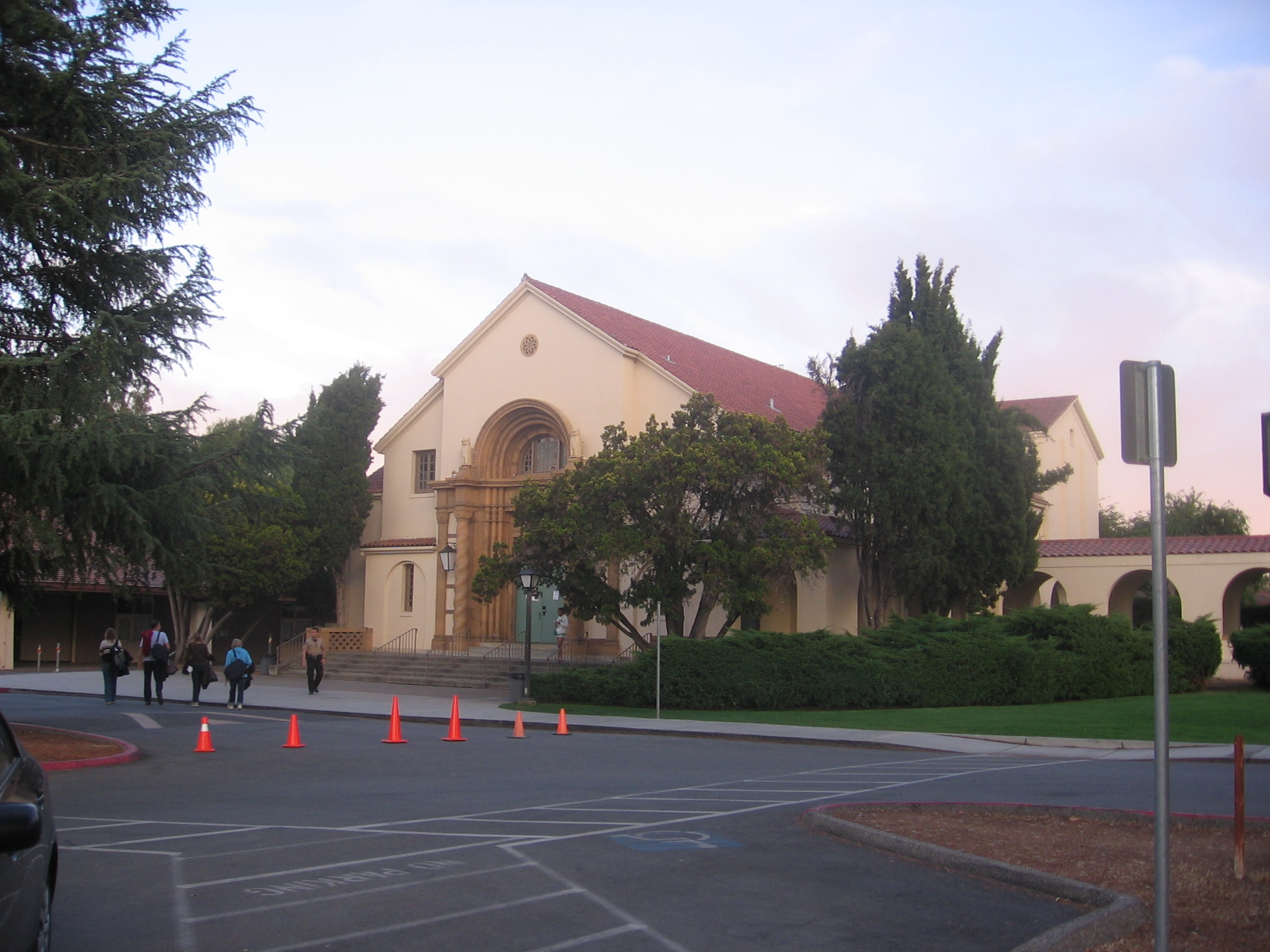
Palo Alto High School. Ein weiterer Schauplatz der Geschichten

## Form
Alle Geschichten werden aus der Perspektive eines Ich-Erzählers geschildert. Viele Figuren treten in mehreren Geschichten auf, sie begegnen einander und interagieren miteinander.
Das Buch selbst ist in zwei Teile gegliedert: Palo Alto I mit sieben Geschichten und Palo Alto II mit vier Geschichten. Die englischsprachige Ausgabe enthält zudem die Geschichte Yosemite.

## Inhalt
Halloween
Ryan, der unter Bewährung steht, hat Probleme mit Alkohol. Bei einer Halloween-Party kommt es zu einem Streit und Ryan überfährt mit seinem Auto eine Frau.
Lockheed
Marissa bekommt einen Praktikumsplatz bei Lockheed Martin. Trotzdem hält sie ihr Leben für langweilig. Sie hat neben ihrem Studium einen Nebenjob bei dem Schweden Jan. Bei einer Party wird ein Junge, der ihr ein Kompliment machte, nach einer Schlägerei von einem SUV überfahren. Dieses Erlebnis schockt Marissa sehr.
Amerikanische Geschichte
Stephen, ein Mitschüler des Erzählers, ist in einer Debatte über die Sklaverei in den USA während des Geschichtsunterrichts sehr emotional. Auch der Erzähler lässt sich davon anstecken, es fallen rassistische Begriffe. Deshalb wird er von schwarzen Mitschülern zusammengeschlagen. Seine Blessuren sind deutlich zu erkennen, aber in der folgenden Stunde sagt er, dass ein Mädchen der Grund für die Schlägerei gewesen sei.
Tiere töten
Der Erzähler, Saul, Ronny und Ami schauen Filme. Mit einer Schleuder erschießen sie eine Taube. Ed, Ivan und Howard sind die neuen Freunde des Erzählers. Sie bewerfen Leute mit Eiern oder schießen mit der Schleuder. Ivan wird deshalb zusammengeschlagen. Schließlich benutzen der Erzähler, Ivan, Ed, Dan und Jerry ein Luftgewehr, um damit auf Tiere zu schießen, schließlich wird das Gewehr aber gestohlen. Mit Howard und Bill schießt der Erzähler mit einer Paintball-Pistole auf Häuser, wobei sie erwischt und bestraft werden.
Emily
Emily sieht Ryan auf einer Party und verliebt sich in ihn. Während einer anderen Party spricht sie ihn an und sie werden intim, doch Ryan scheint nicht verliebt zu sein. Wieder auf einer Party, trifft Emily Ryans Freund Adam, der sie in einen Swimmingpool wirft, worauf es zu einem Handgemenge kommt. Emily ist schließlich wieder allein.
Ferienlager
Der Erzähler erzählt von seinen Aufenthalten in einem Ferienlager. Er verbrachte mit seinen Freuden dort den Sommer und erzählt von Alkohol, Sex und Schule.
Chinatown
Der 16-jährige Roberto, der die Geschichte erzählt, trifft beim Fußballspielen ein Mädchen namens Pam. Pam wurde adoptiert und ist zur Hälfte Vietnamnesin. Zusammen gehen sie zu seinem Freund Tom, wo sie Pot rauchen. Roberto hat Sex mit Pam.
Roberto und Pam bleiben in Kontakt. Pam gibt Roberto und seinen Freunden Tom und Seth einen Blowjob. Während einer Party hat Pam mit mehreren Jungen auf der Toilette Oralsex. Im Haus eines Freundes hat Pam mit vielen Jungen Geschlechtsverkehr, Robert führt Gemüse (Gurken, Karotten) in sie ein.
Robert fungiert mittlerweile wie eine Art Zuhälter für Pam und vermittelt sie an mehrere Angestellte des "Cafe Buon", aber auch an einige Mitschüler. Pam bekommt den Spitznamen Chinatown. Schließlich bricht sie den Kontakt zu Roberto ab. Die Polizei ermittelt gegen Roberto wegen des Vorwurfs der Vergewaltigung, da ihm aber nichts nachgewiesen werden kann, bleibt er straffrei.
April
Der Erzähler Teddy besucht Kunst-Kurse in der Highschool und steht auf April, ein Mädchen von seiner Schule. Bei einer Party bemerkt er, dass April an Barry interessiert ist. Als er die Party verlässt und mit seinem Auto davonfährt, kommt es zu einem Unfall. Teddy begeht Fahrerflucht und wird von der Polizei erwischt. Er muss Sozialstunden leisten und bekommt Bewährung. Seine Sozialstunden leistet er in einer Kinderbücherei ab.
Mit seinem Freund Fred malt er in die Bücher der Bücherei und klaut auch einige Bücher. Als das bemerkt wird, darf er nicht mehr kommen. Teddy konsumiert zusammen mit anderen Teenagern Drogen und ist noch immer enttäuscht, dass April mit Barry zusammen ist. Seine restlichen Sozialstunden leistet er in einem Pflegeheim für Senioren ab. Dort zeichnet er wieder, besonders gerne die Heimbewohnerin Tanya. Er besucht auch wieder die Kunstkurse. Immer wieder konsumiert er Drogen und steigert so seine Eifersucht auf Barry.
Im dritten Teil der Geschichte ist nun April die Erzählerin. Sie erzählt, wie sie mit ihrer Familie nach Palo Alto kam. Sie ist in ihren Fußballtrainer Mister B. verliebt und passt ab und zu auf dessen Sohn Michael auf. Sie beginnt eine sexuelle Beziehung zu Mr. B., der ihre Gefühle zunächst nicht erwidern will, aber trotzdem mit ihr Geschlechtsverkehr hat. Sie hält weiterhin mit ihm Kontakt. Auf einer Party spricht sie mit Teddy, der ihr seine Liebe gesteht. Sie sieht Mr. B. immer seltener. Als sie nochmal auf Michael aufpasst, sagt er ihr, dass er noch eine andere Babysitterin hat, was April verletzt.
Teerbaby
A.J. und Teddy, der Erzähler, trinken Wodka. A.J. beschließt April anzurufen. Teddy ist in April verliebt. Die beiden Jungs wollen April und ihre Freundin treffen und warten auf sie, doch die Mädchen kommen nicht. A.J. und Teddy treffen zwei andere Mädchen und unterhalten sich kurz mit ihnen, verscheuchen sie aber dann. Schließlich entscheiden sie sich zu Ofra zu fahren, die eine Party feiert. Auf dem Weg dorthin geraten die beiden Jungen in Streit und Teddy wird aus dem Auto geworfen. Er läuft durch die Stadt und unterhält sich mit Leuten, die er trifft. Als er beginnt, vorbeifahrende Autos anzuschreien, wird er von einer Polizeistreife aufgenommen und nach Hause gebracht.
Ich könnte jemanden töten
Teddy, der Erzähler, hasst seinen Mitschüler Brent Baucher. Brent nannte ihn mehrfach "Schwuchtel" und misshandelte ihn einmal in der Umkleide der Sporthalle. Teddy möchte sich eine Waffe zulegen, und sein Freund Barry vermittelt ihm den Kontakt zu Teague. Teddy kauft bei Teague eine Waffe und bei einem Musikfestival erblickt er Brent und rennt auf ihn zu.
Kürbiskopf
Der Erzähler Michael sitzt mit seinem Freund Joe im Auto seines Großvaters. Sie rauchen und trinken. Michael hat immer wieder Unfallphantasien und fährt mit dem Auto an eine Hauswand, wobei sich Joe leicht verletzt. Monate später fahren sie über den Freeway 280. Zusammen mit Hector konsumieren sie Drogen. Als Michael und Joe wieder heimfahren, wechselt Michael auf die Gegenspur des Freeways.

## Kritiken
„Wir bewegen uns durch die Welt der Immigranten, der zweiten Generation, durch die Jugend jener, die der amerikanische Traum in Motels, schäbige Wohnungen, zwischen Eltern verdammt hat, die genug mit sich zu tun haben. Die Zeit ist bei James Franco etwas, was im Übermaß zur Verfügung steht, in der sich keine Perspektive auftut.“ Wolfgang Franßen
„Gibt es eigentlich etwas, das James Franco nicht kann? Der Schauspieler, Drehbuchautor und Moderator hat mit "Palo Alto" eine wirklich tolle Sammlung von Kurzgeschichten veröffentlicht, die allesamt Momentaufnahmen aus der Stadt im kalifornischen Silicon Valley zeigen. James erzählt von Jugendlichen in Palo Alto, die mit Langeweile, Highschool-Tristesse und Skateboards aufwachsen - und würzt die Storys mit einer ordentliche Portion Sex, Drugs & Rock’n’Roll.“ Glamour